# Меланократові гірські породи

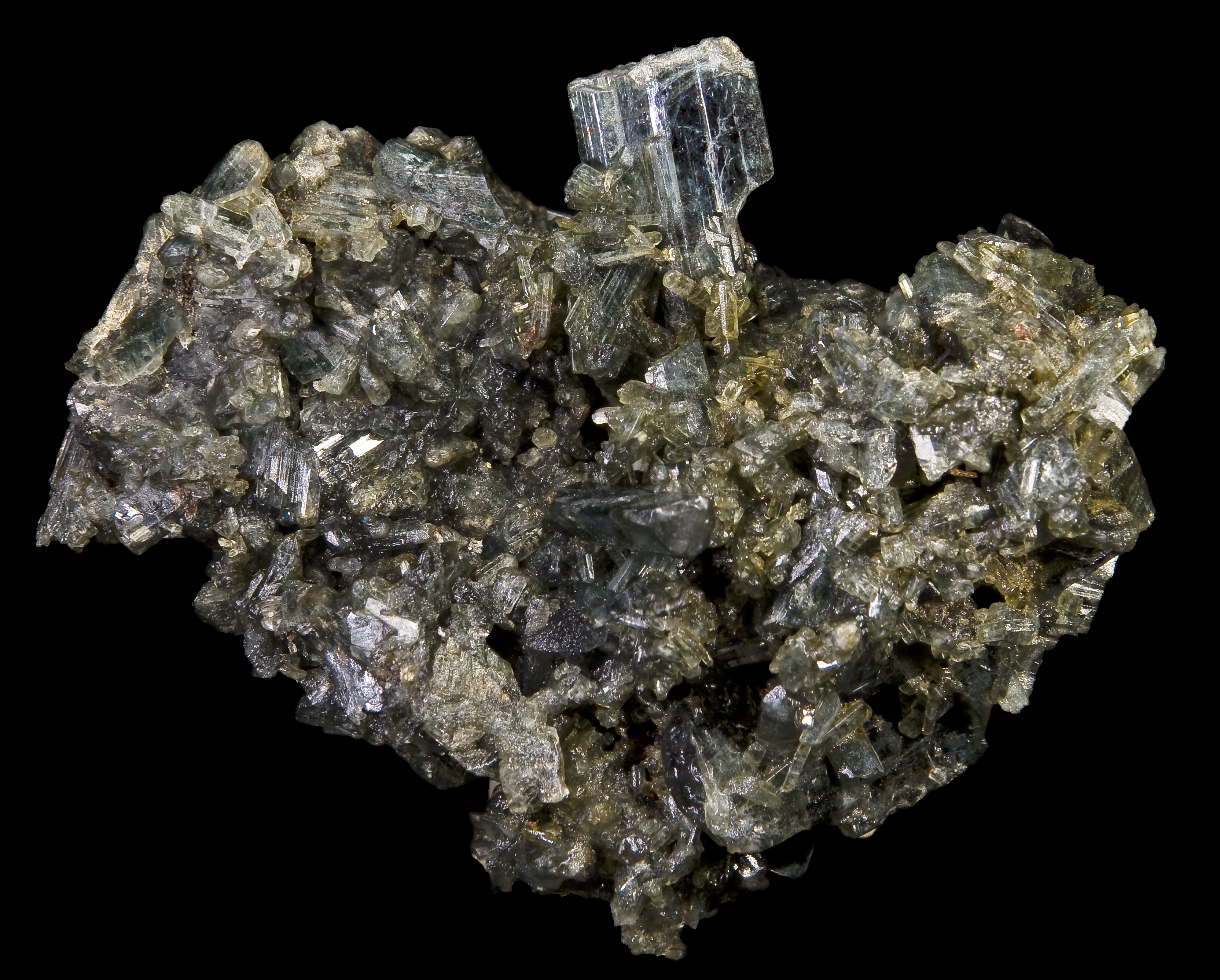
Тремоліт

Меланократові гірські породи (рос. меланократовые горные породы, англ. melanocratic rocks; нім. melanokratische Gesteine n pl) – магматичні породи, збагачені кольоровими мінералами (наприклад, піроксенами, олівіном, амфіболом і ін.) в порівнянні з прийнятим нормальним або середнім типом відповідної породи. М.г.п. протиставляються лейкократовим гірським породам, збідненим темнокольоровими мінералами. Меланократовість породи встановлюється за величиною колірного індексу (М’), який визначається як загальний вміст темно-кольорових мінералів. Для меланограніту (лужно-полевошпатового і звичайного) М’>20; для меланоґранодіориту М’>25; для меланотоналіту (меланоплагіограніту, меланотрондьєміту) М’>40; для кварцового меланомонцоніту М’>35; для кварцового меланодіориту М’>45; для меланодіориту М’>50 і т.д. Часто М.г.п. бувають кумулятивного походження за рахунок накопичення в магмі важких мінералів.